# 1945년 전조선중등학교대항경기대회 축구
1945년 전조선중등학교대항경기대회 축구는 미군정 조선 경기도 경성부에서 개최된 1945년 전조선중등학교대항경기대회의 경기 종목이다.

## 경기장
| 경기장              | 도시 | 좌석 | 수용 | 비고 |
| ------------------- | ---- | ---- | ---- | ---- |
| 보성전문학교 운동장 | 경성 |      |      |      |
| 서울운동장          | 경성 |      |      |      |
| 중앙중학교 운동장   | 경성 |      |      |      |

## 축구단
| 축구단                   | 도시 | 첫 참가 | 횟수 | 비고 |
| ------------------------ | ---- | ------- | ---- | ---- |
| 경기공립공업학교 축구단  | 경성 | 1945    | 1    |      |
| 경기중학교 축구단        | 경성 | 1945    | 1    |      |
| 경동공립중학교 축구단    | 경성 | 1945    | 1    |      |
| 경복중학교 축구단        | 경성 | 1945    | 1    |      |
| 경성공업전수학교 축구단  | 경성 | 1945    | 1    |      |
| 경성공립공업학교 축구단  | 경성 | 1945    | 1    |      |
| 경성공립농업학교 축구단  | 경성 | 1945    | 1    |      |
| 경성사범학교 예과 축구단 | 경성 | 1945    | 1    |      |
| 경성상공학교 축구단      | 경성 | 1945    | 1    |      |
| 경성상업학교 축구단      | 경성 | 1945    | 1    |      |
| 경성영창학교 축구단      | 경성 | 1945    | 1    |      |
| 경신중학교 축구단        | 경성 | 1945    | 1    |      |
| 고려영어학교 축구단      | 경성 | 1945    | 1    |      |
| 광신상업학교 축구단      | 경성 | 1945    | 1    |      |
| 대동상업학교 축구단      | 경성 | 1945    | 1    |      |
| 동성상업학교 축구단      | 경성 | 1945    | 1    |      |
| 배재중학교 축구단        | 경성 | 1945    | 1    |      |
| 보성중학교 축구단        | 경성 | 1945    | 1    |      |
| 보인상업학교 축구단      | 경성 | 1945    | 1    |      |
| 선린상업학교 축구단      | 경성 | 1945    | 1    |      |
| 성남중학교 축구단        | 경성 | 1945    | 1    |      |
| 수원중학교 축구단        | 수원 | 1945    | 1    |      |
| 양정중학교 축구단        | 경성 | 1945    | 1    |      |
| 조선공업학교 축구단      | 경성 | 1945    | 1    |      |
| 중동중학교 축구단        | 경성 | 1945    | 1    |      |
| 중앙중학교 축구단        | 경성 | 1945    | 1    |      |
| 체신학교 축구단          | 경성 | 1945    | 1    |      |
| 한성상업학교 축구단      | 경성 | 1945    | 1    |      |
| 한양공업학교 축구단      | 경성 | 1945    | 1    |      |
| 휘문중학교 축구단        | 경성 | 1945    | 1    |      |

## 경기 결과
1945년 전조선중등학교대항경기대회 축구 종목은 경기공립공업학교 축구단, 경기중학교 축구단, 경동공립중학교 축구단, 경복중학교 축구단, 경성공업전수학교 축구단, 경성공립공업학교 축구단, 경성공립농업학교 축구단, 경성사범학교 예과 축구단, 경성상공학교 축구단, 경성상업학교 축구단, 경성영창학교 축구단, 경신중학교 축구단, 고려영어학교 축구단, 광신상업학교 축구단, 대동상업학교 축구단, 동성상업학교 축구단, 배재중학교 축구단, 보성중학교 축구단, 보인상업학교 축구단, 선린상업학교 축구단, 성남중학교 축구단, 수원중학교 축구단, 양정중학교 축구단, 조선공업학교 축구단, 중동중학교 축구단, 중앙중학교 축구단, 체신학교 축구단, 한성상업학교 축구단, 한양공업학교 축구단, 휘문중학교 축구단 등 30개 축구단이 참가했다.
1945년 11월 23일에 보성전문학교 운동장에서 진행된 1라운드 경기에서 보성중학교 축구단과 경성공업전수학교 축구단 간의 경기는 연장 접전 끝에 보성중학교 축구단이 2:1로 이기며 다음 라운드에 진출했고, 한성상업학교 축구단과 대동상업학교 축구단의 경기는 대동상업학교 축구단이 1:0으로 이기며 다음 라운드에 진출했다. 경신중학교 축구단과 경성영창학교 축구단 간의 경기는 경신중학교 축구단이 5:0으로 이기며 다음 라운드에 진출했고, 경동공립중학교 축구단과 경성공립공업학교 축구단 간의 경기는 경동공립중학교 축구단이 1:0으로 이기며 다음 라운드에 진출했다. 경기중학교 축구단과 경복중학교 축구단 간의 경기는 경복중학교 축구단이 1:0으로 이기며 다음 라운드에 진출했고, 경성공립농업학교 축구단과 광신상업학교 축구단의 경기는 1:1로 비긴 후 경성공립농업학교 축구단이 추첨을 통해 다음 라운드에 진출했다. 중앙중학교 축구단과 한양공업학교 축구단 간의 경기는 연장 접전 끝에 중앙중학교 축구단이 2:1로 이기며 다음 라운드에 진출했다.
1945년 11월 23일에 중앙중학교 운동장에서 진행된 1라운드 경기에서 양정중학교 축구단과 경성상공학교 축구단 간의 경기는 0:0으로 비긴 후 추첨을 통해 양정중학교 축구단이 다음 라운드에 진출했다. 고려영어학교 축구단과 동성상업학교 축구단 간의 경기는 고려영어학교 축구단이 1:0으로 이기며 다음 라운드에 진출했고, 중동중학교 축구단과 경성상업학교 축구단 간의 경기는 0:0으로 비긴 후 경성상업학교 축구단이 추첨을 통해 다음 라운드에 진출했다. 경성사범학교 예과 축구단과 조선공업학교 축구단 간의 경기는 조선공업학교 축구단이 4:0으로 이기며 다음 라운드에 진출했고, 보인상업학교 축구단과 배재중학교 축구단 간의 경기는 배재중학교 축구단이 1:0으로 이기며 다음 라운드에 진출했다. 성남중학교 축구단과 체신학교 축구단 간의 경기는 성남중학교 축구단이 2:0으로 이기며 다음 라운드에 진출했고, 선린상업학교 축구단과 휘문중학교 축구단 간의 경기는 휘문중학교 축구단이 5:0으로 이기며 다음 라운드에 진출했다.
1945년 11월 24일에 서울운동장에서 진행된 16강 경기에서 대동상업학교 축구단과 보성중학교 축구단 간의 경기는 대동상업학교 축구단이 1:0으로 이기며 8강에 진출했고, 경동공립중학교 축구단과 경신중학교 축구단 간의 경기는 경동공립중학교 축구단이 1:0으로 이기며 8강에 진출했다. 경복중학교 축구단과 경성공립농업학교 축구단 간의 경기는 경복중학교 축구단이 2:0으로 이기며 8강에 진출했고, 중앙중학교 축구단과 수원중학교 축구단 간의 경기는 중앙중학교 축구단이 2:1로 이기며 8강에 진출했다. 고려영어학교 축구단과 양정중학교 축구단 간의 경기는 고려영어학교 축구단이 1:0으로 이기며 8강에 진출했고, 경성상업학교 축구단과 조선공업학교 축구단 간의 경기는 상실학교 축구단이 3:0으로 이기며 8강에 진출했다. 성남중학교 축구단과 배재중학교 축구단 간의 경기는 1:1로 비긴 후 추첨을 통해 성남중학교 축구단이 8강에 진출했다.
1945년 11월 26일에 진행된 대동상업학교 축구단과 중앙중학교 축구단 간의 4강 경기는 대동상업학교 축구단이 1:0으로 이기며 결승에 진출했고, 경성상업학교 축구단과 성남중학교 축구단 간의 4강 경기는 경성상업학교 축구단이 3:2로 이기며 결승에 진출했다.
1945년 11월 26일 오후에 보성전문학교 운동장에서 진행된 경성상업학교 축구단과 대동상업학교 축구단 간의 결승 경기는 경성상업학교 축구단이 1:0으로 이기며 우승을 차지했다.

## 참고 문헌
- “全鮮中等對抗競技大會(전선중등대항경기대회)”. 조선일보. 1945년 11월 24일.
- “蹴球(축구),籠球(농구),陸上戰開幕(육상전개막)”. 조선일보. 1945년 11월 25일.
- “今日(금일)의運動(운동)”. 조선일보. 1945년 11월 25일.
- “中等對抗競技(중등대항경기) 第三日戰况(제삼일전황)”. 조선일보. 1945년 11월 26일.
- “中等對抗競技盛况裡(중등대항경기성황리)에終幕(종막)”. 조선일보. 1945년 11월 27일.